# Tchô
Pour l’article homonyme, voir Tchô !.
Valdecir de Souza Júnior, dit Tchô, est un footballeur brésilien, né à Belo Horizonte au  Brésil le 21 avril 1987.
Son poste de prédilection est milieu offensif. Il a gagné le championnat de D2 brésilienne en 2006 avec l'Atlético Mineiro ainsi que le championnat de l'État du Minas Gerais en 2007. 